# Плентейшен-Мобил-Хом-Парк
Плентейшен-Мобил-Хом-Парк (англ. Plantation Mobile Home Park) — статистически обособленная местность, расположенная в округе Палм-Бич (штат Флорида, США) с населением в 1218 человек по статистическим данным переписи 2000 года.

## География
По данным Бюро переписи населения США статистически обособленная местность Плентейшен-Мобил-Хом-Парк имеет общую площадь в 0,78 квадратных километров, водных ресурсов в черте населённого пункта не имеется.
Статистически обособленная местность Плентейшен-Мобил-Хом-Парк расположена на высоте 5 м над уровнем моря.

## Демография
По данным переписи населения 2000 года в Плентейшен-Мобил-Хом-Парк проживало 1218 человек, 293 семьи, насчитывалось 490 домашних хозяйств и 531 жилой дом. Средняя плотность населения составляла около 1561,54 человек на один квадратный километр. Расовый состав населённого пункта распределился следующим образом: 73,65 % белых, 13,14 % — чёрных или афроамериканцев, 0,25 % — коренных американцев, 0,41 % — азиатов, 0,16 % — выходцев с тихоокеанских островов, 5,75 % — представителей смешанных рас, 6,65 % — других народностей. Испаноговорящие составили 17,41 % от всех жителей статистически обособленной местности.
Из 490 домашних хозяйств в 32,0 % воспитывали детей в возрасте до 18 лет, 33,3 % представляли собой совместно проживающие супружеские пары, в 20,0 % семей женщины проживали без мужей, 40,2 % не имели семей. 29,8 % от общего числа семей на момент переписи жили самостоятельно, при этом 8,6 % составили одинокие пожилые люди в возрасте 65 лет и старше. Средний размер домашнего хозяйства составил 2,49 человек, а средний размер семьи — 3,07 человек.
Население статистически обособленной местности по возрастному диапазону по данным переписи 2000 года распределилось следующим образом: 27,8 % — жители младше 18 лет, 8,9 % — между 18 и 24 годами, 33,8 % — от 25 до 44 лет, 19,4 % — от 45 до 64 лет и 10,2 % — в возрасте 65 лет и старше. Средний возраст жителей составил 34 года. На каждые 100 женщин в Плентейшен-Мобил-Хом-Парк приходилось 100,3 мужчин, при этом на каждые сто женщин 18 лет и старше приходилось 97,3 мужчин также старше 18 лет.
Средний доход на одно домашнее хозяйство статистически обособленной местности составил 32 734 доллара США, а средний доход на одну семью — 32 963 доллара. При этом мужчины имели средний доход в 30 856 долларов США в год против 20 724 доллара среднегодового дохода у женщин. Доход на душу населения статистически обособленной местности составил 32 734 доллара в год. 17,5 % от всего числа семей в населённом пункте и 20,8 % от всей численности населения находилось на момент переписи населения за чертой бедности, при этом 36,7 % из них были моложе 18 лет и 11,2 % — в возрасте 65 лет и старше.